# Teorem
Teorem est un téléphone mobile à clapet fabriqué par Thales. Ultra-sécurisé et compatible secret défense, il est destiné aux hauts fonctionnaires et aux hauts responsables militaires en France.
Il n'incorpore ni application ni répertoire et ses caractéristiques précises sont confidentielles. Il utilise cependant des algorithmes cryptographiques. Produit à Cholet, seuls des sous-traitants français participent à ses composants. Malgré un « look vieillot » voire « austère », 14 000 unités ont été commandées par la direction générale de l'Armement (DGA) à la fin des années 2000 ou au début des années 2010 pour sécuriser les communications des hauts responsables français. Le prix unitaire de ce téléphone se situe entre 2 100 et 4 500 euros, mais il n'est pas disponible dans le commerce. 
Le terminal est compatible secret défense et avec le réseau Rimbaud (« Réseau interministériel de base uniformément durci »).
Teorem est déployé depuis fin 2011 et compte près de 6 000 utilisateurs en novembre 2014. En 2017, 3 325 Teorem étaient utilisés en France. Ce téléphone a connu un regain de succès après les révélations sur les programmes d'écoute de la National Security Agency (NSA).